# Liparetrus comes
Liparetrus comes är en skalbaggsart som beskrevs av Britton 1980. Liparetrus comes ingår i släktet Liparetrus och familjen Melolonthidae. Inga underarter finns listade i Catalogue of Life.